# عمو زنجیرباف
عمو زنجیرباف نوعی بازی ایرانی گروهی و دست جمعی برای کودکان و یکی از بازی‌های بومی و محلی منطقه کازرون است. این بازی آنقدر معروف است که تقریباً کودکان در همه جای ایران این بازی را انجام می‌دهند. بازی بسیار شبیه به نمایش‌های آیینی است. داستان و روایت عمو زنبیل باف روایتی از نوع بدون راوی است.

## نمادها در بازی
عمو زنجیر بافهمان عمو نوروز ایزد بهار است. او کسی است که زنجیرهای پائیز و زمستان را از دست‌ها باز می‌کند و پشت کوه سیاه به آنجایی که جایگاه دیوان است می‌اندازد. البته برخی می‌گویند در اصل پشت کول انداختی درست است.
کودککه در این بازی حضور دارد ولی ضمیر یا نامی بخود نگرفته‌است.
بابابابا نماد بهار است چون با خود فراوانی و زندگی می‌آورد.
صدای جانوراننشانه و نمادی از بیداری موجودات است.

## روش بازی
ابتدا دو نفر که از لحاظ جسمانی و قد و وزن یکسان و قدری از بقیه بچه‌ها بزرگتر باشند انتخاب می‌شوند. یکی از آن‌دو به عنوان سرگروه و دیگری نقش عمو زنجیرباف را دارد. این دو بازیکن به دو سر رشته و زنجیری که سایر بازیکنان با قلاب کردن دست‌ها با یکدیگر درست کرده‌اند پیوسته و کمانی دایره‌وار تشکیل می‌دهند. سرگروه، عمو زنجیرباف را مورد خطاب قرار داده و سؤال و جواب‌هایی را به صورت شعر باهم رد و بدل می‌کنند و اعضای گروه هم همراه او پاسخ می‌دهند و یک دور بازی را با نوایی واحد به پایان می‌رسانند. سپس رهبر برای آزمایش استحکام زنجیر از شرکت کنندگان می‌خواهد تا هر کدام، بازیکن کناری خود را با فشار به سمت خود بکشند تا اینکه زنجیر از یک جایی پاره شود. در پایان به عنوان جریمه، دو بازیکنی را که دستهایشان از هم باز شده تنبیه می‌شوند.

## شعر بازی
سرگروه: عمو زنبیل باف؟
گروه: بله
سرگروه: زنبیل منو بافتی؟
گروه: بله
سرگروه: پشت کول انداختی؟
گروه: بله
سرگروه: بابا اومده
گروه: چی چی آورده؟
سرگروه: نخودچی کشمش
گروه: بخور و بیا
سرگروه: با صدای چی؟
عمو زنجیر باف: با صدای گربه (یا هر حیوان دیگری که او انتخاب کند)
گروه: میو، میو، میو (در اینجا گروه صدای آن حیوان را درمی‌آورد)